# Ossido di etilene
L'ossido di etilene (o ossirano) è il più semplice composto eterociclico saturo contenente ossigeno e, più specificamente, è il più semplice degli epossidi (eteri ciclici in cui l'ossigeno è uno degli atomi di un anello a tre termini).
A temperatura e pressione ambiente è un gas incolore dall'odore etereo dolce, estremamente infiammabile, molto irritante e tossico per inalazione, esplosivo se mescolato all'aria. Come liquido bolle a 11 °C, è solubile in acqua, a differenza degli eteri aciclici che sono poco solubili, somigliando in ciò ai suoi eteri ciclici omologhi a 4 o 5 termini: ossetano e tetraidrofurano; tuttavia, in soluzione acquosa tende a idrolizzarsi lentamente dando principalmente glicol etilenico. La sua molecola è polare ({\displaystyle \mu =1,89\,\mathrm {D} }, dove {\displaystyle \mathrm {D} } indica il Debye), più dell'etere dietilico {\displaystyle (\mu =1,15\,\mathrm {D} )} e anche del tetraidrofurano {\displaystyle (\mu =1,75\,\mathrm {D} )}, e dell'acqua stessa {\displaystyle (\mu =1,86\,\mathrm {D} )}. Il liquido ha costante dielettrica modesta ({\displaystyle \varepsilon _{r}=13,90}), ma ben maggiore del comune etere dietilico {\displaystyle (\varepsilon _{r}=4,3)}.
È utilizzato dall'industria chimica per la sintesi di numerosi composti chimici.

## Storia
L'ossido di etilene è stato preparato per la prima volta nel 1859 dal chimico francese Charles Wurtz, che lo ottenne per reazione tra il 2-cloroetanolo (chiamato anche "cloridrina etilenica") e una base. A sua volta la cloridrina etilenica veniva prodotta dall'etilene, quindi la reazione globale del processo era:
{\displaystyle {\ce {2CH2=CH2\ +\ 2Cl2\ +\ Ca(OH)2->2C2H4O\ +\ CaCl2\ +\ 2HCl}}}
L'ossido di etilene cominciò a essere prodotto su scala industriale a partire dal 1914 e la sua produzione aumentò durante gli anni della prima guerra mondiale, come precursore del glicole etilenico e dell'iprite.
Nel 1931 un altro chimico francese, Theodore Lefort, scoprì il metodo per produrlo direttamente per reazione diretta tra l'etene e l'ossigeno usando l'argento come catalizzatore. Il processo, denominato "ossidazione parziale diretta" (in inglese "direct partial oxydation") fu industrializzato successivamente dalla multinazionale chimica Union Carbide. Dal 1975 tutto l'ossido di etilene prodotto industrialmente si basa su questa reazione.

## Reattività
La reattività dell'ossido di etilene deriva principalmente da questi fattori:
- l'ossigeno nell'anello è un centro basico (di Lewis e Brønsted)
- i carboni dell'anello sono centri elettrofili e possono quindi subire attacco nucleofilo con apertura d'anello
- l'anello a tre membri è in notevole tensione d'anello,[8] sia angolare (simile a quella del ciclopropano), che torsionale (un po' inferiore, perché manca un CH2): la tensione facilita notevolmente l'apertura dell'anello. Questo fatto permette all'ossido di etilene reazioni precluse ad eteri non ciclici (es. dietiletere) e ad eteri ciclici privi di tensione (es. tetraidrofurano, tetraidropirano, diossano)

Infatti, diversamente dagli eteri non in tensione, con acidi diluiti si idrolizza sommando H2O, per dare glicol etilenico. Trattato con acidi di Lewis in quantità catalitica (trifluoruro di boro (BF3), ioduro di magnesio (MgI2) ed altri, si isomerizza ad acetaldeide. Con l'ammoniaca (NH3) si ha l'attacco nucleofilo sul carbonio (SN2) che porta all'apertura dell'anello e formazione, dopo riassestamento protonico, di etanolammina; con eccesso di ossido di etilene la reazione si ripete fino ad arrivare a trietanolammina, N(CH2-CH2-OH)3. L'ossido di etilene può essere ridotto dal boroidruro di sodio ad alcool etilico. Con la trifenilfosfina a 200 °C viene deossigenato ad etilene. Viene alchilato dai reattivi di Grignard e dai reattivi di organolitio, con conseguente apertura dell'anello; con CH3MgBr (oppure con metilitio) in THF, dopo trattamento idrolitico con acido diluito, dà l'n-propanolo.

## Produzione
Ogni anno vengono prodotte a livello mondiale milioni di tonnellate di ossido di etilene (nel 2000, ad esempio, ne sono state prodotte 15 milioni di tonnellate).
L'ossido di etilene viene prodotto industrialmente per "ossidazione parziale diretta" tra etene e ossigeno su un catalizzatore d'argento (supportato da allumina) a temperature comprese tra 250 °C e 300 °C e pressioni comprese tra 10 e 20 bar.
{\displaystyle {\ce {2CH2=CH2 + O2 -> 2C2H4O}}}
Accanto a questa reazione si hanno le seguenti due reazioni competitive indesiderate:
{\displaystyle {\ce {CH2=CH2 + 3O2 -> 2CO2 + 2H2O}}}
{\displaystyle {\ce {C2H4O + {\frac {5}{2}}O2 -> 2CO2 + 2H2O}}}

Rappresentazione dell'adsorbimento "a ponte" di una molecola biatomica.

Allo scopo di favorire la reazione di produzione dell'ossido di etilene, si procede all'avvelenamento del catalizzatore con 1,2-dicloroetano, che diminuisce l'attività del catalizzatore ma ne aumenta la selettività, in quanto favorisce l'"adsorbimento lineare" dell'ossigeno rispetto a quello "a ponte". Le reazioni indesiderate di produzione di anidride carbonica avvengono infatti con un meccanismo di reazione che sfrutta l'adsorbimento a ponte.
Come agente ossidante si è utilizzato in passato aria ("impianto ad aria"), mentre quasi tutti i nuovi impianti utilizzano ossigeno ("impianto ad ossigeno"), infatti negli impianti ad aria bisogna effettuare uno spurgo dell'azoto accumulato, e durante lo spurgo si ha una perdita sostanziale di etilene, che invece è ridotta negli impianti ad ossigeno.
Siccome l'ossido di etilene ha un intervallo di esplosività in aria molto ampio (2,6-99% in volume), si aggiunge una certa quantità di inerte gassoso all'interno del reattore, in modo a spostare tali limiti di esplosione. Si utilizza come gas inerte una miscela di metano e argon per l'impianto a ossigeno oppure di azoto per l'impianto ad aria.
La resa tipica di questo processo è compresa tra il 65% e il 75% per il processo ad aria e tra il 70% e l'80% per il processo ad ossigeno; parte dell'etene viene infatti persa per via delle concorrenti reazioni di combustione e formazione di anidride carbonica.

Rappresentazione del processo di produzione dell'ossido di etilene.

## Usi

### Intermedio di sintesi
La maggior parte dell'ossido di etilene trova impiego come intermedio nella produzione di numerosi altri composti chimici. Il suo enorme impiego come intermedio di sintesi è da attribuirsi alla sua elevata reattività, che è dovuta all'elevata tensione di anello della molecola di ossido di etilene, che tende ad aprire il legame rompendo la ciclicità della molecola.
Il principale di essi è il glicol etilenico (prodotto per "catalisi acida" o per "via termica"), usato nell'industria automobilistica come antigelo e come liquido di raffreddamento. Viene usato anche nella preparazione dei poliesteri, ossietilati (e polietossilati) e etanolammine.
L'ossido di etilene è anche un monomero e può polimerizzare a formare glicol polietilenico, un polimero atossico solubile in acqua.
L'ossido di etilene è il reagente usato per condurre reazioni di etossilazione, ovvero inserimento di un gruppo etossile
{\displaystyle {\ce {-CH2-CH2-OH}}}
in una molecola.
Un'importante classe di derivati dell'ossido di etilene è quella degli eteri corona, che sono oligomeri ciclici dell'ossido di etilene.
A partire dall'ossirano vengono prodotti i silorani (impiegati in odontoiatria restaurativa), costituiti da molecole di ossirano, silossano (catene Si-O), riempitivi (per il 76%) ed altri composti chimici in percentuale minore (quali iniziatori, stabilizzatori, pigmenti). Il loro vantaggio rispetto ai classici materiali compositi è la riduzione della contrazione e dello stress da polimerizzazione dovuti al legame tra le catene di metacrilato.
Nello schema seguente sono riportati alcuni tra i più importanti processi chimici industriali che utilizzano l'ossido di etilene come reagente:
|                                |                    |                    |                    |                    |                    |  |  | Ossido di etilene       |                         |                         |                         |                         |                         |  |  |              |              |              |              |              |              |  |  |                |                |                |                |                |                |  |  |  |  |  |  |  |  |
|                                |                    |                    |                    |                    |                    |  |  |                         |                         |                         |                         |                         |                         |  |  |              |              |              |              |              |              |  |  |                |                |                |                |                |                |  |  |  |  |  |  |  |  |
|                                |                    |                    |                    |                    |                    |  |  |                         |                         |                         |                         |                         |                         |  |  |              |              |              |              |              |              |  |  |                |                |                |                |                |                |  |  |  |  |  |  |  |  |
| (catalisi acida o via termica) |                    |                    |                    |                    |                    |  |  |                         |                         |                         |                         |                         |                         |  |  |              |              |              |              |              |              |  |  |                |                |                |                |                |                |  |  |  |  |  |  |  |  |
|                                |                    |                    |                    |                    |                    |  |  |                         |                         |                         |                         |                         |                         |  |  |              |              |              |              |              |              |  |  |                |                |                |                |                |                |  |  |  |  |  |  |  |  |
| Glicol etilenico               | Glicol etilenico   | Glicol etilenico   | Glicol etilenico   | Glicol etilenico   | Glicol etilenico   |  |  | Glicoleteri             | Glicoleteri             | Glicoleteri             | Glicoleteri             | Glicoleteri             | Glicoleteri             |  |  | Etanolammine | Etanolammine | Etanolammine | Etanolammine | Etanolammine | Etanolammine |  |  | Polietossilati | Polietossilati | Polietossilati | Polietossilati | Polietossilati | Polietossilati |  |  |  |  |  |  |  |  |
| Glicol etilenico               | Glicol etilenico   | Glicol etilenico   | Glicol etilenico   | Glicol etilenico   | Glicol etilenico   |  |  | Glicoleteri             | Glicoleteri             | Glicoleteri             | Glicoleteri             | Glicoleteri             | Glicoleteri             |  |  | Etanolammine | Etanolammine | Etanolammine | Etanolammine | Etanolammine | Etanolammine |  |  | Polietossilati | Polietossilati | Polietossilati | Polietossilati | Polietossilati | Polietossilati |  |  |  |  |  |  |  |  |
|                                |                    |                    |                    |                    |                    |  |  |                         |                         |                         |                         |                         |                         |  |  |              |              |              |              |              |              |  |  |                |                |                |                |                |                |  |  |  |  |  |  |  |  |
| (polimerizzazione)             | (polimerizzazione) | (polimerizzazione) | (polimerizzazione) | (polimerizzazione) | (polimerizzazione) |  |  | (polimerizzazione)      | (polimerizzazione)      | (polimerizzazione)      | (polimerizzazione)      | (polimerizzazione)      | (polimerizzazione)      |  |  |              |              |              |              |              |              |  |  |                |                |                |                |                |                |  |  |  |  |  |  |  |  |
| (polimerizzazione)             | (polimerizzazione) | (polimerizzazione) | (polimerizzazione) | (polimerizzazione) | (polimerizzazione) |  |  | (polimerizzazione)      | (polimerizzazione)      | (polimerizzazione)      | (polimerizzazione)      | (polimerizzazione)      | (polimerizzazione)      |  |  |              |              |              |              |              |              |  |  |                |                |                |                |                |                |  |  |  |  |  |  |  |  |
| Polietilenglicole              | Polietilenglicole  | Polietilenglicole  | Polietilenglicole  | Polietilenglicole  | Polietilenglicole  |  |  | Polietilene tereftalato | Polietilene tereftalato | Polietilene tereftalato | Polietilene tereftalato | Polietilene tereftalato | Polietilene tereftalato |  |  |              |              |              |              |              |              |  |  |                |                |                |                |                |                |  |  |  |  |  |  |  |  |

### In ambito medico
L'ossido di etilene uccide batteri, muffe e funghi; trova uso come agente sterilizzante come alternativa alla pastorizzazione per quei prodotti termolabili che verrebbero danneggiati dal calore. Viene inoltre usato per la sterilizzazione dei materiali e degli strumenti usati in chirurgia.

### Nella conservazione dei beni librari
Viste le capacità di sterilizzazione, l'ossido di etilene è stato diffusamente impiegato, fino agli anni '80, per eliminare i parassiti di libri e documenti, dai funghi agli insetti. Tuttavia, malgrado l'innegabile efficacia contro ogni microbo, l'uso si è ridotto per l'alta reattività del gas, per i sospetti sulla sua cancerogenità e per il pericolo che l'esposizione all'ossido renda più suscettibili all'attacco dei microrganismi alcuni supporti.

## Tossicità
L'ossido di etilene è tossico per inalazione; l'esposizione ad esso prolungata per alcuni minuti può provocare mal di testa e confusione seguiti da convulsioni, fino a colpi apoplettici e coma nel caso di un'esposizione più prolungata. È anche un irritante delle vie respiratorie e può provocare in esse versamento di liquidi anche ore dopo l'avvenuta esposizione.
Sulle cavie, la sperimentazione ha dimostrato che l'ossido di etilene provoca cancro al fegato e problemi riproduttivi (aborti spontanei e mutazioni nella progenie). Sugli esseri umani non sono disponibili dati certi, ma è probabile che gli effetti siano analoghi, visti i molti casi di cancro nei restauratori che dopo l'alluvione di Firenze del 1966 furono coinvolti nella disinfezione dei libri all'ossido di etilene. È accertato invece che un'esposizione cronica all'ossido di etilene provochi la cataratta.
Per ovviare agli effetti tossici dell'ossido di etilene su pesci e microorganismi, gli effluenti industriali contenenti ossido di etilene vengono sottoposti ad un particolare trattamento biologico, grazie al quale l'ossido di etilene viene convertito in glicol etilenico, al quale infatti competono valori molto maggiori di LD50 (84 mg/L per l'ossido di etilene e più di 10.000 mg/L per il glicol etilenico).
Nel mese di settembre 2021 sono stati ritirati dal commercio alcuni yogurt contenenti ossido di etilene.

## Inquinamento
L'ossido di etilene è presente come inquinante nel gas naturale, nel fumo di sigaretta e negli scarichi degli autoveicoli.